# Delphyre tristis
Delphyre tristis là một loài bướm đêm thuộc phân họ Arctiinae, họ Erebidae.